# Giovanna Cattaneo Incisa
Giovanna Cattaneo, coniugata Incisa (Torino, 4 novembre 1942 – Torino, 18 dicembre 2011), è stata una politica italiana, sindaca di Torino dall'11 febbraio al 14 dicembre 1992.

## Biografia
Nata a Torino nel 1942, era figlia di un medico primario dell'ospedale Martini di Torino. Dopo gli studi presso il liceo Alfieri e la facoltà di Lettere si è sposata nel 1965 con il marchese Roberto Incisa della Rocchetta, unione da cui sono nati tre figli. Divenuta militante del Partito Repubblicano Italiano, per questo partito è stata sindaca della sua città per un breve periodo nel 1992 dopo le dimissioni del liberale Valerio Zanone. Costretta a sua volta alle dimissioni per il venir meno della sua maggioranza di pentapartito, negli anni seguenti è rimasta nel consiglio comunale del capoluogo subalpino appoggiando la giunta di Valentino Castellani.
Appassionata di arte, dal 1998 al 2002 è stata Presidente della GAM di Torino. Successivamente è diventata Presidente della Fondazione Torino Musei a cui fanno capo importanti musei cittadini tra cui Palazzo Madama e il Borgo medievale, carica che manterrà sino alla sua scomparsa.
È morta all'età di 69 anni a seguito di un tumore.